# Kathleen Crowley

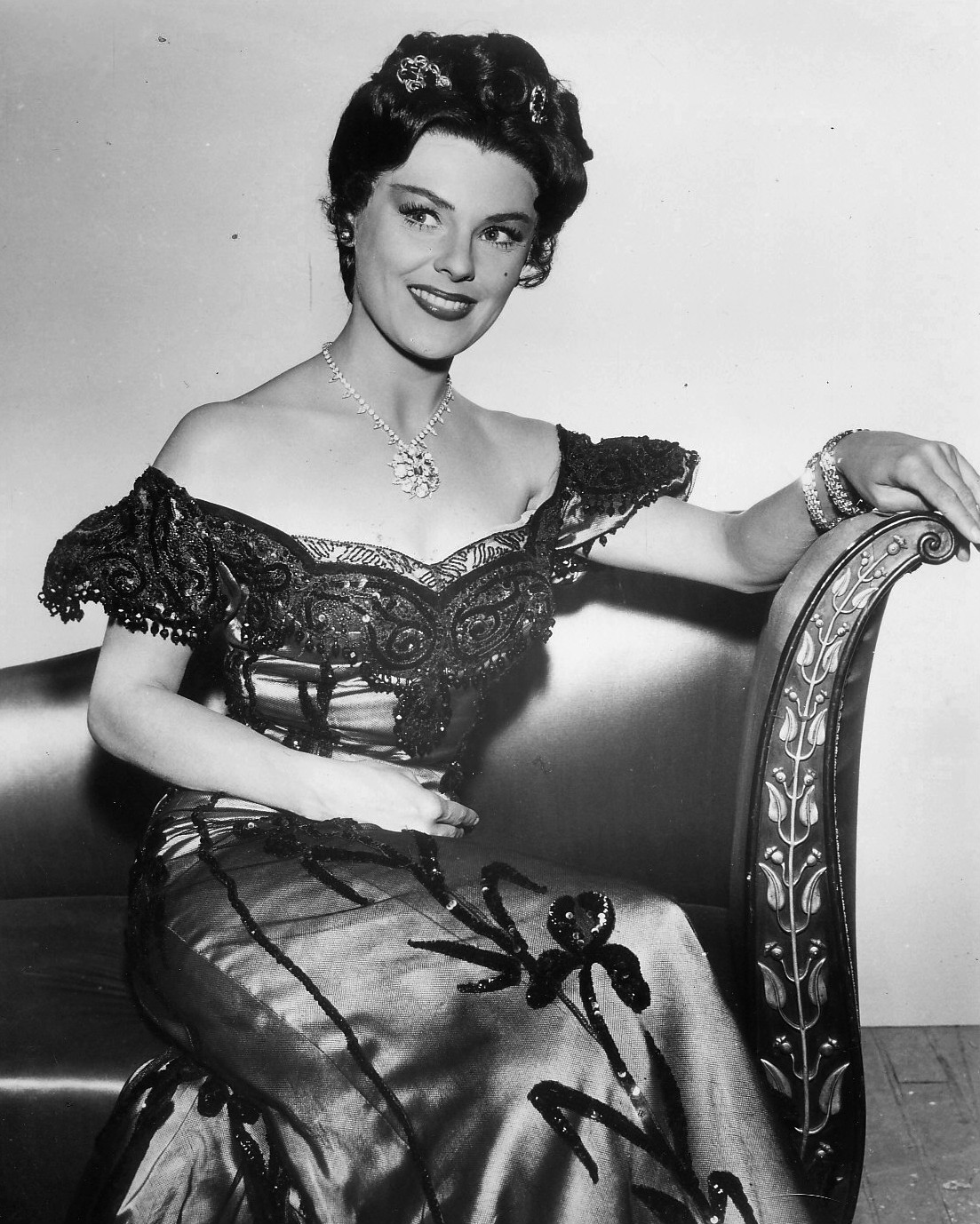
Kathleen Crowley

Betty Jane Kathleen Crowley (* 26. Dezember 1929 in Green Bank, Burlington County, New Jersey; † 23. April 2017 ebenda) war eine US-amerikanische Schauspielerin, die in ihrer von 1951 bis 1970 andauernden Filmkarriere in mehr als achtzig Filmen und Fernsehserien mitwirkte.

## Leben
Kathleen Crowley wurde 1929 in Green Bank geboren und besuchte die Egg Harbor City High School, wo sie 1946 ihren Abschluss machte. Am 7. August 1949 gewann Crowley in Asbury Park mit neunzehn Jahren die Wahl zur Miss New Jersey. Im September 1949 nahm sie an der Wahl zur Miss America teil, wo sie den sechsten Platz erreichte.
1950 ging Crowley auf die American Academy of Dramatic Arts. Im Folgejahr war sie gemeinsam mit Conrad Nagel in einer Folge von Robert Montgomery Presents zu sehen. Ihre erste Filmrolle erhielt sie 1953 in dem Western The Silver Whip. In den folgenden Jahren wirkte Crowley in mehr als achtzig Fernsehserien und Spielfilmen mit, darunter in einer Hauptrolle in dem Western Zug der Furchtlosen, in Schußfahrt an der Seite von Robert Redford sowie in mehreren Folgen von Maverick, 77 Sunset Strip, Perry Mason, Batman und Bonanza. Nach einer zwanzigjährigen Schauspielkarriere beendete Crowley 1970 ihre Laufbahn und zog in ihre Heimatstadt Green Bank zurück, um sich dem Familienleben zu widmen.
Kathleen Crowley war seit September 1969 bis zu ihrem Tod mit John Rubsam verheiratet. 1970 kam der gemeinsame Sohn Matthew zur Welt. Sie starb am 23. April 2017 im Alter von 87 Jahren in ihrer Geburtsstadt Green Bank und wurde auf dem dortigen Friedhof Green Bank Methodist Cemetery bestattet.

## Filmografie (Auswahl)
- 1953: Die silberne Peitsche (The Silver Whip)
- 1953: The Farmer Takes a Wife
- 1953: Jagdstaffel z.b.V. (Sabre Jet)
- 1954: Target Earth
- 1955: City of Shadows
- 1955: Female Jungle
- 1956: The Circular Staircase
- 1956: Zug der Furchtlosen (Westward Ho the Wagons!)
- 1957–1962: Maverick (Fernsehserie, acht Folgen)
- 1957: The Quiet Gun
- 1958–1962: 77 Sunset Strip (Fernsehserie, sechs Folgen)
- 1958–1966: Perry Mason (Fernsehserie, drei Folgen)
- 1958: The Flame Barrier
- 1959: Der Tod fährt erster Klasse (The Rebel Set)
- 1959: Curse of the Undead
- 1960–1968: Bonanza (Fernsehserie, drei Folgen)
- 1962: FBI Code 98
- 1963: Der eiserne Kragen (Showdown)
- 1964: Meine drei Söhne (My Three Sons; Fernsehserie, eine Folge)
- 1969: Schußfahrt (Downhill Racer)
- 1970: Der Strafverteidiger (The Lawyer)